# Cyathea neocaledonica
Cyathea neocaledonica là một loài dương xỉ trong họ Cyatheaceae. Loài này được Compton mô tả khoa học đầu tiên năm 1923.
Danh pháp khoa học của loài này chưa được làm sáng tỏ. 